# Cristoforo Roncalli

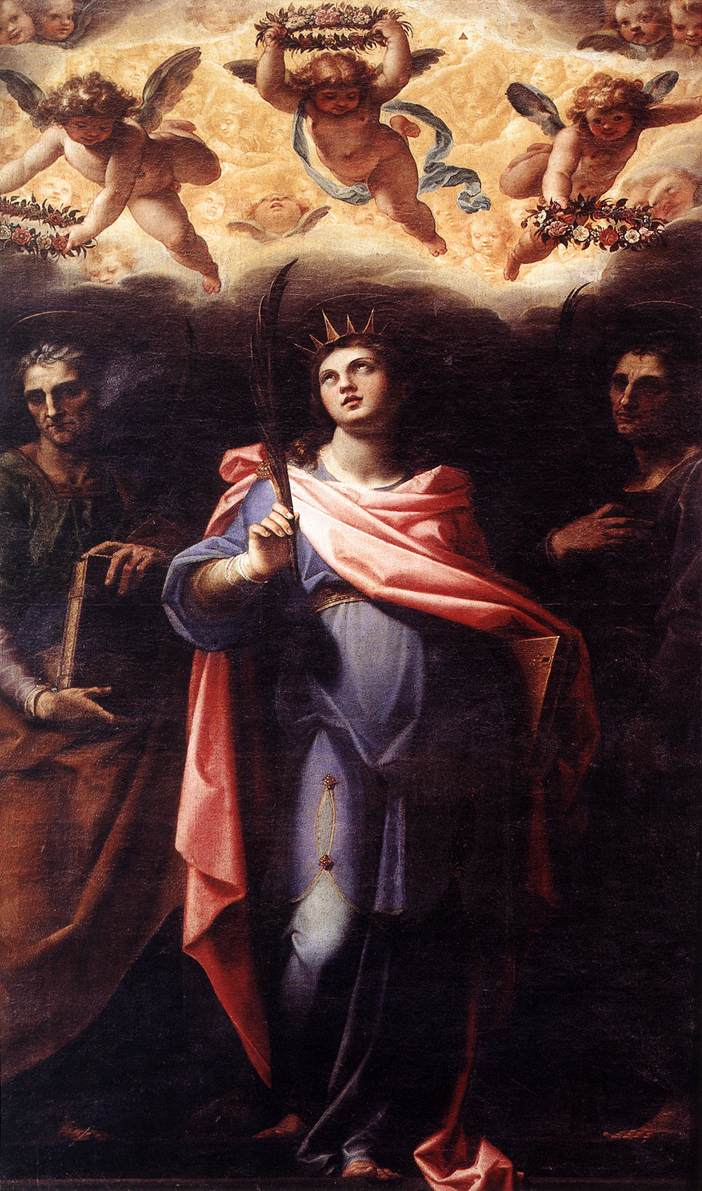
Pomarancio, Santa Domitilla con i Santi Nereo e Achilleo, Roma, chiesa dei Santi Nereo e Achilleo

Cristoforo Roncalli, detto il Pomarancio (Pomarance, 1553 circa – Roma, 1626), è stato un pittore italiano. Condivide il soprannome con Niccolò Circignani, pure legato a Pomarance, ma attivo qualche decennio prima, e col figlio di quest'ultimo, Antonio Circignani.

## Biografia
Nato a Pomarance da una famiglia di origini bergamasche, dopo la sua formazione a Firenze, si trasferisce a Siena verso il 1575 dove dipinge una pala d'altare: Madonna col Bambino tra i santi Antonio e Agata (1576, Museo dell'Opera del Duomo di Siena) e delle scene ispirate dalle Metamorfosi d'Ovidio (Palazzo Bindi Sergardi, Siena) per Ippolito Agostini.
Nel 1582 arriva a Roma. La sua prima opera importante, due affreschi per l'oratorio del Santissimo Crocifisso nella chiesa di San Marcello al Corso, che illustrano avvenimenti della confraternita del Crocifisso (1583-1584). Questi affreschi, assieme a quelli del ciclo che descrive la Passione di Cristo e la Vita di san Paolo, rispettivamente nelle cappelle Mattei e Della Valle di Santa Maria in Aracoeli (1585 - 1590), fanno ancora parte del manierismo del XVI secolo.
Di contro le pitture di diversi episodi della vita di san Filippo Neri a Santa Maria in Vallicella (1596 - 1599) sono soprattutto caratterizzati da realismo e dai contrasti drammatici di luce e ombra. Questa è una nuova fase nello sviluppo artistico di Pomarancio, assieme alla decorazione d'altare realizzata tra il 1598 e il 1599, che rappresenta Santa Domitilla con i santi Nereo e Achilleo (chiesa dei Santi Nereo e Achilleo, Roma), dove è percepibile una tendenza classica. Per il giubileo del 1600, dipinge il Battesimo di Costantino e il ritratto di San Simone nel transetto della basilica di San Giovanni in Laterano (ca. 1599), e disegna i mosaici della cappella clementina nella basilica di San Pietro (ca. 1600). In entrambi i casi, lavora sotto la direzione del Cavalier d'Arpino.
I suoi ultimi anni sono occupati dai cicli di affreschi della nuova Sala del Tesoro (1605-1610) e della cupola (1609-1615) della basilica della Santa Casa di Loreto.

## Opere

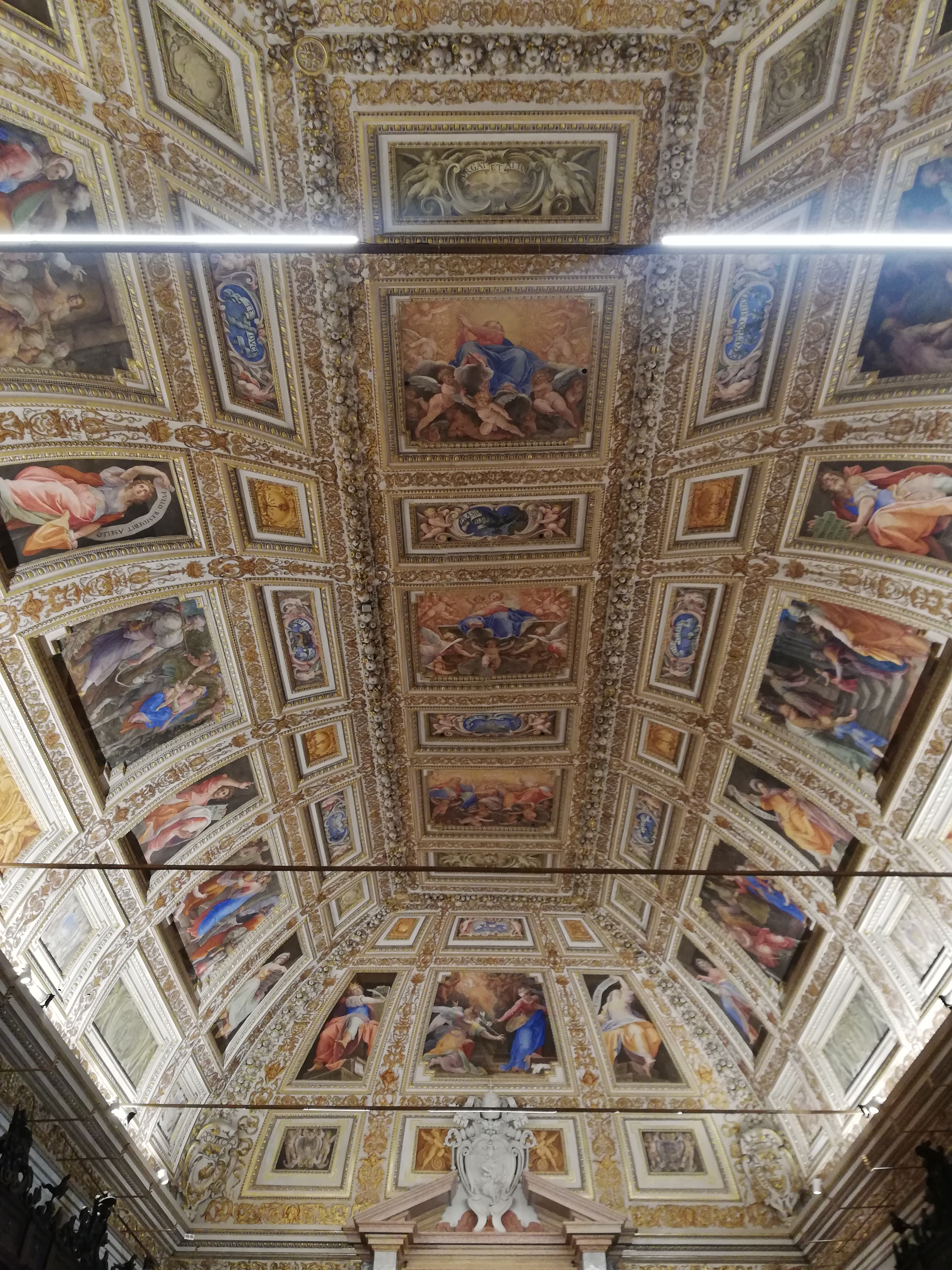
Volta della Sala del Tesoro della basilica della Santa Casa a Loreto.

- L'Assunzione, Roma, Chiesa di Santa Maria della Consolazione (Roma)
- Natività di Maria SS., Roma, Chiesa di Santa Maria della Consolazione al Foro Romano
- Madonna col Bambino tra i santi Antonio e Agata, 1576, Siena, Museo dell'opera metropolitana del duomo
- Metamorfosi, Siena, Palazzo Bindi Sergardi
- Ciclo degli avvenimenti della confraternita del Crocifisso, 1583-1584, Roma, chiesa di San Marcello al Corso
- Ciclo della Passione di Cristo, 1585-1590, Roma, Basilica di Santa Maria in Aracoeli
- Ciclo della Vita di san Paolo 1585-1590, Roma, chiesa di Santa Maria in Aracoeli
- Ciclo della Vita di san Filippo Neri, 1596-1599, Roma, chiesa di Santa Maria in Vallicella
- Santa Domitilla con i santi Nereo e Achilleo, 1599, Roma, chiesa dei Santi Nereo e Achilleo
- Battesimo di Costantino, 1600, Roma, Basilica di San Giovanni in Laterano
- Eterno Benedicente, Roma, Basilica di San Giovanni in Laterano, cappella del Sacramento
- Ritratto di san Simone, 1599, Roma
- Mosaico della Cappella Clementina, 1600, Roma, basilica di San Pietro
- Decorazione di alcune sale dell'appartamento al piano terra di palazzo Colonna, Roma
- Madonna col Bambino, sant'Agostino, santa Maria Maddalena e angeli, 1610-1615, olio su tela, 253x166 cm, Milano, Pinacoteca di Brera
- Madonna con Gesù bambino benedicente, 1600 circa, olio su tela, 123x97 cm, Urbino, Galleria nazionale delle Marche
- Cristo e san Pietro sul lago di Tiberiade, olio su tela, 275x170 cm, Ostra Vetere, Museo parrocchiale
- Soffitto, Osimo, palazzo Gallo
- Presentazione al Tempio, Recanati, chiesa di San Vito
- Santa Chiara e Santa Margherita da Cortona (attribuito), Recanati, chiesa dei Cappuccini
- Storie della vita della Madonna, 1606-1610, Loreto, basilica della Santa Casa, Sala del Tesoro
- Affreschi della cupola della basilica della Santa Casa a Loreto - quasi totalmente perduti, ne rimangono alcuni lacerti staccati, conservati nel locale Museo pontificio della Santa Casa
- Pala della  Comunione di San Silvestro, olio su tela. Museo civico di Osimo (dalla Chiesa di San Silvestro)
- Sacra Famiglia con San Giovannino, olio su tela, 1609, Jesi, Pinacoteca civica[1]
- San Giuseppe libera le anime del Purgatorio (attribuito), Potenza Picena, Pinacoteca comunale
- Crocifissione, Potenza Picena, Pinacoteca comunale
- Madonna della Misericordia, San Severino Marche, chiesa della Misericordia [senza fonte]
- La Beata Vergine Maria col Bambino e i Santi Rocco e Severino, San Severino Marche, Chiesa di San Rocco [2]
- Madonna del Carmelo (attribuito), Corridonia, Pinacoteca parrocchiale
- Sant'Elena e la Croce, Serra San Quirico, abbazia di Sant'Elena
- Santi nursini, 1610 circa, Norcia, concattedrale di Santa Maria Argentea[3]
- Sacra Conversazione, 1600 circa, Bonate Sopra, Chiesa sussidiaria di Santa Maria Annunziata, Località Cabanetti.
- Miracolo di Sant'Abbondio, Cremona, Museo Lauretano
- Madonna con il Bambino e San Francesco, Napoli, Quadreria dei Girolamini
- Nascita di Gesù, Genova, Chiesa di San Siro (Cappella dei Lomellini alla Natività)